# أي بي فانيش في بي إن
أي بي فانيش في بي إن (بالإنجليزية: IPVanish VPN)‏ (المعروفة أيضًا باسم أي بي فانيش) هي خدمة شبكة خاصة افتراضية تجارية مقرها في الولايات المتحدة. تمتلك أكثر من 1,300 خادمًا في 55 دولة. في جميع انحاء العالم.

## الشركة
تأسست أي بي فانيش بواسطة مدهوك للتجارة في عام 2012، وهي شركة تابعة لمجموعة هايق وينق قروب في أورلاندو، فلوريدا. 2017، استحوذت ستاك باث على هايق وينق قروب، والتي تضمنت أيضًا أي بي فانيش 2019، استحوذت جاي2 قلوبل على أي بي فانيش مرة أخرى.
جاي2 قلوبل هي الشركة الأم للعديد من مواقع الويب التي تنشر المراجعات، مثل مجلة بي سي. بالإضافة إلى أي بي فانيش.

## الخدمة

### الاجهزة التي يدعمها
وبندوز، أندرويد، ماك، آي أو إس 6، لينكس، راوتر.

### دعم بروتوكولات الشبكة الخاصة الافتراضية (في بي إن)
يدعم أي بي فانيش أوبن في بي إن (بروتوكول التحكم بالنقل أو بروتوكول حزم بيانات المستخدم)، وكذلك برتوكول IKEv2. تحتوي الخدمة أيضًا على دعم لـ L2TP و SSTP و PPTP و IPSec.

### الخصوصية والخوادم
لدى أي بي فانيش خوادم منتشرة في 55 دولة، تقدم الشركة خوادم في إفريقيا وأمريكا الجنوبية - قارتان غالبًا ما تتجاهلهما شركات شبكة خاصة افتراضية تمامًا. ومع ذلك، لا تقدم أي بي فانيش خوادم في مناطق ذات قيود إنترنت أكثر قمعًا، مثل تركيا أو روسيا. إنها تقدم خوادم في هونغ كونغ.
تعتبر سياسة خصوصية أي بي فانيش صعبة القراءة بعض الشيء. إنها طويلة، لكنها مفهومة في الغالب. لا تسجل عن قصد عنوان بروتوكول الإنترنت لاتصالات شبكة خاصة افتراضية الواردة. و تعمل الشركة على إزالة هذه المعلومات في أي مكان قد تظهر فيه. ترسم سياسة خصوصية أي بي فانيش صورة إيجابية لخدمة واعية بالخصوصية. تنص على أن الشركة انها لا تحتفظ بسجل لأي اتصال أو حركة مرور أو بيانات نشاط فيما يتعلق بخدماتها، وأنها لا تبيع أو تؤجر المعلومات الشخصية للآخرين.

## أنظر أيضاً
- جاي2 قلوبل